# Clima Arabiei Saudite
Clima Arabiei Saudite este una dintre cele mai aride clime din lume, Arabia Saudită fiind unul dintre puținele state ale lumii unde temperaturile de 50 de grade Celsius se ating des.
| Date climatice pentru Riad, Arabia Saudită | Date climatice pentru Riad, Arabia Saudită | Date climatice pentru Riad, Arabia Saudită | Date climatice pentru Riad, Arabia Saudită | Date climatice pentru Riad, Arabia Saudită | Date climatice pentru Riad, Arabia Saudită | Date climatice pentru Riad, Arabia Saudită | Date climatice pentru Riad, Arabia Saudită | Date climatice pentru Riad, Arabia Saudită | Date climatice pentru Riad, Arabia Saudită | Date climatice pentru Riad, Arabia Saudită | Date climatice pentru Riad, Arabia Saudită | Date climatice pentru Riad, Arabia Saudită | Date climatice pentru Riad, Arabia Saudită |
| Luna                                       | Ian                                        | Feb                                        | Mar                                        | Apr                                        | Mai                                        | Iun                                        | Iul                                        | Aug                                        | Sep                                        | Oct                                        | Nov                                        | Dec                                        | Anual                                      |
| ------------------------------------------ | ------------------------------------------ | ------------------------------------------ | ------------------------------------------ | ------------------------------------------ | ------------------------------------------ | ------------------------------------------ | ------------------------------------------ | ------------------------------------------ | ------------------------------------------ | ------------------------------------------ | ------------------------------------------ | ------------------------------------------ | ------------------------------------------ |
| Maxima istorică °C (°F)                    | 33 (92)                                    | 36 (97)                                    | 38 (101)                                   | 43 (109)                                   | 47 (117)                                   | 53 (128)                                   | 48 (119)                                   | 47 (116)                                   | 45 (113)                                   | 43 (109)                                   | 36 (97)                                    | 32 (90)                                    | 53 (128)                                   |
| Maxima medie °C (°F)                       | 19 (67)                                    | 23 (74)                                    | 27 (80)                                    | 32 (90)                                    | 38 (101)                                   | 41 (106)                                   | 43 (109)                                   | 42 (108)                                   | 40 (104)                                   | 34 (94)                                    | 27 (81)                                    | 22 (71)                                    | 32,5 (90,4)                                |
| Media zilnică °C (°F)                      | 14 (58)                                    | 17 (62)                                    | 21 (70)                                    | 27 (80)                                    | 32 (90)                                    | 34 (94)                                    | 36 (97)                                    | 36 (96)                                    | 33 (91)                                    | 28 (82)                                    | 22 (71)                                    | 17 (62)                                    | 26,3 (79,4)                                |
| Minima medie °C (°F)                       | 11 (52)                                    | 15 (59)                                    | 21 (69)                                    | 26 (78)                                    | 28 (83)                                    | 29 (84)                                    | 27 (81)                                    | 26 (78)                                    | 20 (68)                                    | 16 (60)                                    | 11 (52)                                    | 9 (48)                                     | 19,8 (67,7)                                |
| Minima istorică °C (°F)                    | −1 (30)                                    | 0 (32)                                     | 5 (41)                                     | 11 (52)                                    | 17 (63)                                    | 20 (68)                                    | 22 (72)                                    | 22 (72)                                    | 16 (61)                                    | 12 (54)                                    | 7 (45)                                     | 2 (35)                                     | −1 (30)                                    |
| Precipitații cm (inches)                   | 3 (1.2)                                    | 3 (1.2)                                    | 1 (0.4)                                    | 0 (0)                                      | 0 (0)                                      | 0 (0)                                      | 0 (0)                                      | 0 (0)                                      | 0 (0)                                      | 0 (0)                                      | 0 (0)                                      | 1 (0.4)                                    | 8 (3,1)                                    |
| Sursă: Weatherbase                         |                                            |                                            |                                            |                                            |                                            |                                            |                                            |                                            |                                            |                                            |                                            |                                            |                                            |